# Pegomya amargosana
Pegomya amargosana este o specie de muște din genul Pegomya, familia Anthomyiidae, descrisă de Griffiths în anul 1982.
Este endemică în California. Conform Catalogue of Life specia Pegomya amargosana nu are subspecii cunoscute.